# Konela
Konela (Oy Konela Ab) — совместная советско-финская компания, созданная для реализации и обслуживания советских легковых автомобилей (впоследствии также грузовиков и автобусов)  в Финляндии, а также в других странах Северной Европы.
Компания была основана в 1948 году как акционерное общество, учредителем с советской стороны являлось Внешнеторговое Объединение «Автоэкспорт».
Первыми моделями, поступившими Финляндию через совместное предприятие, стали Москвич-400 (с 1949 года), ГАЗ-М-20 «Победа», а также 2,5-тонный грузовик ГАЗ-51. Впоследствии список предлагаемых автомобилей включил практически все модели, выпускавшиеся в СССР, а также обширный ряд тракторов, преимущественно колёсных.
В 1965 году фирмой было продано 6500 легковых автомобилей, а в 1975 году реализация достигла пика с выходом на рынок «Жигулей», составив 12 647 ед. К 1981 году общее количество проданных в Суоми советских легковых автомобилей составило свыше 300 000 ед..
Многие поставляемые в Финляндию советские автомобили были представлены специально разработанными для местного рынка модификациями. Начиная с 1970-х фирма «Конела» сама подключилась к переделке импортируемых советских моделей, адаптируя их для европейского рынка. В 1979 году финская сторона, в свою очередь, впервые разработала для СССР реанимобиль на базе микроавтобуса РАФ-2203. В конце 1980-х на европейский рынок поступили мелкосерийные кабриолеты производства «Конела» на базе «Нивы» и «Самары». С 1996-го по осень 1998 года на финском заводе Valmet в городе Уусикаупунки была организована мелкосерийная сборка тюнинговой версии ВАЗ-2109 под торговой маркой LADA Samara Baltic.
Свою коммерческую деятельность фирма «Конела» прекратила в 2003 году, на её базе финские партнёры основали торговую фирму Delta Motor Group Oy.

## Модификации автомобилей, специально поставляемых или собранных Konela
- ГАЗ-51В — грузовик с увеличенной до 3 тонн грузоподъёмностью, удлинённой колесной базой и платформой с низкими бортами
- ЗИЛ-136И — модификация ЗИЛ-130 с финским дизельным двигателем Valmet 411BS мощностью 125 л.с.
- Elite 1500 pakettiauto — трёхдверные универсалы на базе Москвич-412
- Elite Pick Up — удлинённая версия пикапа ИЖ‑27151-013-01
- ГАЗ‑24 Konela — модификация Волги с трёхлитровым двигателем V6 Ford мощностью 144 л.с., выпущенная в единичных экземплярах
- Lada Samara Baltic — тюнинговая экспортная версия ВАЗ-2109 (окраска металликом, улучшенная отделка салона и новый пластиковый обвес по кругу)
- Lada Konela 2107 Turbo - тюнинговая экспортная версия Ваз 2107 (турбина, мощность увеличена с 75 л.с до 110 л.с, внешний тюнинг и др.)
- РАФ‑2203 Tamro — реанимобиль с высокой надстройкой
- КамАЗ-Ajokki — передвижная телевизионная станция на шасси КамАЗ‑53212.

## Источник
- Сергей Канунников. Советские автомобили в Финляндии: чужая родня. ЗР (июнь 2015). Дата обращения: 16 июня 2015.